# Nokia 6120 Classic
Nokia 6120 Classic – model telefonu komórkowego  firmy Nokia, wprowadzony na rynek w kwietniu 2007 roku. Nokia 6120 classic to kompaktowy telefon komórkowy działający w systemach GSM/GPRS/EDGE (850/900/1800/1900) oraz 3G/HSDPA (850/2100). Wyposażony jest w dwa aparaty cyfrowe: główny o rozdzielczości 1600x1200 (2 Mpix) oraz drugi o rozdzielczości (CIF/PAL) 352x288 do prowadzenia wideo-rozmów, złącze kart microSD (obsługa kart do 2 GB) oraz radio FM.

## Dane techniczne
System operacyjny: Symbian 9.2 z interfejsem użytkownika: Series 60 3rd Edition. Czas czuwania urządzenia: do 250 h, a maksymalny czas rozmów wynosi 3 h.

### Dostępne barwy
Nokia 6120 classic była produkowana w 4 wersjach kolorystycznych: czarnej, perłowo-białej, różowej i niebieskiej.

### Internet i transmisja danych
DTM klasa 11 (umożliwia jednoczesne połączenie głosowe i przeglądanie internetu przez sieć EDGE). Wieloszczelinowa transmisja EDGE/GPRS klasy 32. 
Wykorzystanie standardu OMA DRM 2.0 do bezpiecznego pobierania danych.
Transmisja danych przez WCDMA, wysyłanie i pobieranie z szybkością do 384 Kb/s. 
| Typ połączenia | Prędkość wysyłania/odbierania |
| -------------- | ----------------------------- |
| UMTS           | 384 Kb/s                      |
| HSDPA          | 3,6 Mb/s                      |

Możliwość transmisji w trybie offline przez Bluetooth - wymagana tylko jedna karta SIM.
Bluetooth w wersji 2.0 (dostęp do karty SIM, zestaw słuchawkowy i głośnomówiący, profile A2DP). Klasa pamięci masowej mini USB 2.0 Full Speed. Lokalna synchronizacja z komputerem za pomocą pakietu Nokia OVI Suite.

### Funkcje głosowe
Wybieranie głosowe z poleceniami głosowymi i dyktafonem.
Telefon potrafi zamieniać tekst na mowę: narzędzie umożliwiające odczytywanie na głos wiadomości tekstowych, multimedialnych oraz wiadomości e-mail.

### Wiadomości
Funkcja łączności w sieci Push to talk over Cellular. Wiadomości audio Nokia Xpress (AMS) – szybki i prosty sposób wysyłania dźwięków za pośrednictwem wiadomości MMS. SMS, MMS i poczta e-mail z dostępem do wiadomości błyskawicznych i kontaktów z informacjami o dostępności.

### Multimedia
Odtwarzacz muzyczny obsługujący pliki w formatach MP3, M4A, MP4, eAAC+ i WMA. Strumieniowe wideo (3GPP). Udostępnianie wideo w sieciach 3G (SWIS), wersja VS2.2. Dźwięki dzwonka: 64-głosowe MIDI, TrueTone i MP3/AAC. Dzwonki wideo. Radio z nazwami stacji (bez RDS).
Możliwość odtwarzania i transmitowania strumieniowego plików w formacie H.264 (MPEG4), 3GPP i Real.
Telefon do zarządzania informacjami osobistymi posiada kalendarz.

### Inne aplikacje
Telefon można aktualizować przez OTA (FOTA), telefon zawiera również oprogramowanie Java™ MIDP 2.0.

### Zmiany w oprogramowaniu

#### Wersja 3.83
Nowe funkcje:
- Aplikacje
- Poprawiona stabilność przeglądarki
- Poprawienie zgodności z akcesoriami Bluetooth
- HSDPA dopasowane do systemowej przeglądarki
- Poprawione odtwarzanie dźwięku za pomocą słuchawki Bluetooth
- Ulepszenia w skalowaniu ikon java
- Ulepszenia ikony programu outlook
- Zapis łącza nie jest uruchomiony po rozpoczęciu strumieniowania
- Poprawa obsługi materiałów DRM
- Zmiana niektórych ustawień punktów dostępu
- Ulepszenia w wykonywaniu kopii zapasowych
- Aktualizacja certyfikatów aplikacji
- Aktualizacja Pomocy
- Język węgierski w rosyjskim pakiecie językowym
- Poprawa protokołów
- Optymalizacja stanu baterii w trybie czuwania
- Usuwanie ikony połączenia po restarcie
- Zaktualizowana lista operatorów[5]

#### Wersja 4.21
Nowe funkcje
- Poprawa książki telefonicznej
- Poprawa lokalizacji
- Poprawa funkcjonalności przeglądarki
- Poprawa HSDPA
- Poprawa obsługi Java
- Zaktualizowana lista operatorów[6]

#### Wersja 5.11
Nowe funkcje
- Dodano miasto Darwin do zegara światowego
- Poprawa zarządzania DRM
- Zaktualizowana lista operatorów[6]

#### Wersja 6.01
Nowe funkcje
- Aktualizacja zawartości samouczka
- Optymalizacja tekstu wyświetlania połączeń na wyświetlaczu
- Aktualizacja języka hiszpańskiego
- Zaktualizowana lista operatorów[6]

#### Wersja 6.51
Nowe funkcje
- Poprawa modemu Bluetooth
- Poprawa funkcji push e-mail
- Poprawa certyfikatów bezpieczeństwa

#### Wersja 7.02
Nowa funkcja:
- Lepsza jakość dźwięku[4]

## Modele podobne

### Nokia 6121 classic
Nokia 6121 classic jest pierwszym  urządzeniem z UMTS 900 na rynku. Jest dostępna w 5 kolorach: czarnym, niebieskim, białym, złotym i różowym. Nokia 6120 classic i 6121 classic są prawie identyczne, różnicą jest tylko inny zakres częstotliwości 3G.

### Nokia 6124 classic
Nokia 6124 classic jest w sieci Vodafone wariantem Nokii 6120. Kształt jest bardziej okrągły niż w Nokii 6120 classic i ma inny układ klawiszy funkcyjnych.

## NM705i/706i
FOMA NM 705i jest wersją wydaną w Marcu 2008 dla operatora NTT docomo.